# لاگرانژ (ویرجینیا)
لاگرانژ (به انگلیسی: Lagrange) یک منطقهٔ مسکونی در ایالات متحده آمریکا است که در شهرستان کالپپر، ویرجینیا واقع شده‌است. لاگرانژ ۹۳٫۸۸ متر بالاتر از سطح دریا واقع شده‌است.